# Kanat Akhmetov
Kanat Akhmetov (1957) is een hedendaags Kazachs componist, muziekpedagoog, dirigent en trombonist.

## Levensloop
Hij heeft trombone  en compositie aan het Moskou Conservatorium P. I. Tsjaikovski (Russisch: Московская Государственная Консерватория им. П.И.Чайковского) in Moskou gestudeerd. Verder studeerde hij orkestdirectie aan het Kazachskaja nacionalnaja konservatorija im. Kurmangazy (Staatsconservatorium) in Alma-Ata). 
Akhmetov is tegenwoordig artistiek leider en chef-dirigent van het Staatsharmonieorkest van Kazachstan, het Karaganda Symfonieorkest en dirigent van de orkesten van het Moskou Conservatorium P. I. Tsjaikovski (Russisch: Московская Государственная Консерватория им. П.И.Чайковского) te Moskou. Hij is professor voor orkestdirectie aan het Kazachskaja nacionalnaja konservatorija im. Kurmangazy (Staatsconservatorium) in Alma-Ata.
Akhmetov verzorgde met zijn harmonieorkest optredens bij internationale festivals (Rusland, Frankrijk, Spanje, Taiwan, USA) en is intussen een veelgevraagd dirigent in Rusland, Kirgizië, Oekraïne, Frankrijk, Duitsland, Zweden, Noorwegen, Spanje en de Verenigde Staten, waar hij masterclasses geeft. Sinds 1992 is hij lid van de International Trombone Association (ITA).
Akhmetov werd met de eremedaille voor de kunsten van Kazachstan onderscheiden.

## Composities
Werken voor harmonieorkest:
- Winds of Kazakhstan
- Heimweh, mars

- Bibliothèque nationale de France: cb14809332q (data)
- Gemeinsame Normdatei: 1089894961
- International Standard Name Identifier: 0000 0000 5296 0530
- Library of Congress Control Number: nr2001024712
- Virtual International Authority File: 32262084
- WorldCat: E39PBJycQ98yJ8HbYRJGGXc3wC